# Козар Марія Юріївна
Марія Юріївна Козар (нар. 10 квітня 1932, село Великі Лучки, Чехо-Словаччина, тепер Мукачівського району Закарпатської області — ?) — українська радянська діячка, бригадир комплексної бригади по вирощуванню кукурудзи колгоспу імені Леніна Мукачівського району Закарпатської області, Герой Соціалістичної Праці (8.12.1973). Депутат Верховної Ради УРСР 9—11-го скликань.

## Біографія
Народилася в селянській родині. Освіта середня.
З 1947 року — колгоспниця колгоспу імені Леніна Мукачівського району Закарпатської області. У 1951—1967 роках — ланкова колгоспу імені Леніна села Великі Лучки Мукачівського району Закарпатської області.
Член КПРС з 1962 року.
З 1967 року — бригадир комплексної бригади по вирощуванню кукурудзи колгоспу імені Леніна села Великі Лучки Мукачівського району Закарпатської області. Колектив бригади постійно збирав понад 100 центнерів кукурудзяного зерна з кожного із 130 га плантації (1979 року — по 115 ц/га).
Потім — на пенсії в селі Великі Лучки Мукачівського району Закарпатської області.

## Нагороди
- Герой Соціалістичної Праці (8.12.1973)
- два ордени Леніна  (8.04.1971, 8.12.1973)
- орден Дружби народів (7.07.1986)
- орден «Знак Пошани» (23.06.1966)
- медаль «За трудову доблесть» (26.02.1958)
- медалі
- лауреат Державної премії Української РСР
- заслужений наставник молоді Української РСР